# Халецкий, Руслан Николаевич
Руслан Николаевич Халецкий (род. 4 августа 1989, Ленинград, СССР) — российский бодибилдер, победитель Чемпионат Мира по бодибилдингу WBPF (2021), призер Чемпионата Польши (2021), абсолютный чемпион Чемпионата Кыргызстана (2020), участник Чемпионата России (IFBB) в 2015. Тренер и основатель бренда GeneticLab.

## Биография
Руслан Халецкий родился 4 августа 1989 года в Санкт-Петербурге.
В 2006 году окончил 405 гимназию. Затем для получения высшего образования поступил в Санкт-Петербургский государственный архитектурно-строительный университет, где проучился 2 года.
В 2012 году окончил Институт внешнеэкономических связей экономики и права.
Окончил аспирантуру в Институте имени Бонч Бруевича по специализации управление народным хозяйством.
Свои тренировки Руслан начал в 13 лет и первые соревнования, в которых он принял участие, был Кубок Северо-Западного ФО по бодибилдингу среди юниоров свыше 75 кг в 2010 году. Там он занял 4-е место.
В 2012 году основал компанию по производству спортивного питания GeneticLab.
В 2021 году на Olympia Amateur Portugal проводимым федерацией IFBB выиграл в трёх номинациях (золото, серебро и бронза).
В 2021 году стал победителем Чемпионата мира по бодибилдингу проводимым Всемирной федерацией бодибилдинга и телосложения (WBPF), который проходил в Ташкенте.

## Спортивные достижения[3]

#### 2010
- 4 место на Кубке Северо-Западного ФО среди юниоры свыше 75 кг (IFBB)

#### 2015
- 2 место на Чемпионате Псковской области до 85 кг (IFBB)
- 5 место на Чемпионате Северо-Западного ФО до 85 кг (IFBB)
- 6 место на Чемпионате России (ФБФР) до 90 кг (IFBB)
- 9 место на Olympia Amateur Moscow до 90 кг (IFBB)
- 7 место на Olympia Аmateur Moscow до 90 кг (NPC)

#### 2017
- 3 место на Гран-при Анапы до 95 кг (IFBB)
- 7 место на Чемпионате Юга России «Sochi David Cup»  до 90 кг (IFBB)

#### 2019
- 11 место на Olympia Mumbai до 90 кг (NPC)
- 2 место на Shawn Rodhen Сlassic до 90 кг (NPC)
- 3 место на Shawn Rodhen Classic — Classic Physique до 175 см (NPC)

#### 2020
- 1 место на Чемпионате Кыргызстана до 90 кг (IFBB)
- 1 место на Чемпионате Кыргызстана в абсолютной категории (IFBB)
- 8 место на European championship Europa Pro Spain (NPC)
- 3 место на Romania Musсlfest — Classic Physique (NPC)

#### 2021
- 3 место на Чемпионате Польши до 90 кг (NPC)
- 1 место на Чемпионате мира в Узбекистане до 90 кг (WBPF)
- 2 место на Olympia Аmateur Portugal до 90 кг
- 1 место на Olympia Аmateur Portugal «Classic Physique»
- 5 место на Olympia Аmateur Portugal «Men's Physique»

#### 2022
- 7 место на Olympia Amateur Mumbai до 90 кг
- 6 место Olympia Amateur Mumbai «Classic Physique»
- 12 место Olympia Amateur Mumbai «Men's Physique»